# Kreis Prahova

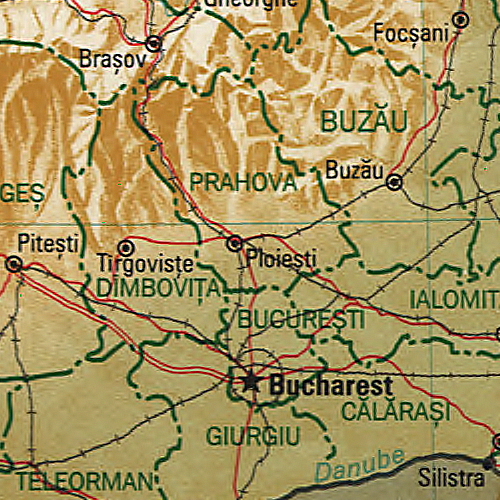
Karte des Kreises Prahova

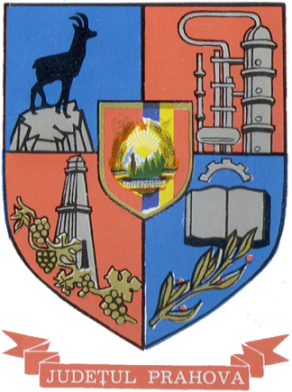
Wappen des Kreises Prahova zur Zeit des Realsozialismus

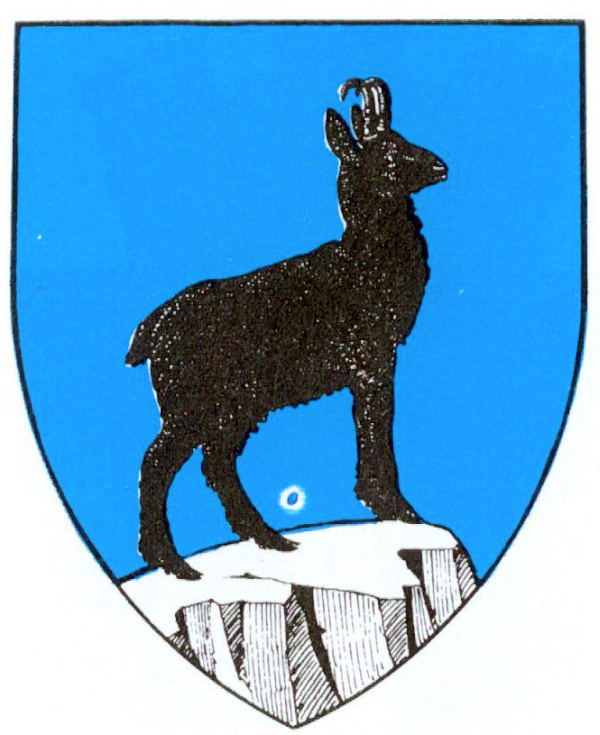
Wappen des Kreises Prahova in der Zwischenkriegszeit

Prahova [ˈprahova] ist ein rumänischer Kreis (Județ) in der Region Walachei mit der Kreishauptstadt Ploiești. Er ist benannt nach dem gleichnamigen Fluss Prahova, seine gängige Abkürzung und das Kfz-Kennzeichen sind PH.
Der Kreis Prahova grenzt im Norden an den Kreis Brașov, im Osten an den Kreis Buzău, im Süden an die Kreise Ialomița und Ilfov und im Westen an den Kreis Dâmbovița.
Der Kreis ist durch seine Erdölvorkommen (im Süden) und den gut entwickelten Fremdenverkehr (im Norden) bekannt geworden.

## Demographie
Im Jahr 2002 hatte der Kreis 829.945 Einwohner und eine Bevölkerungsdichte von 176 Einwohnern pro km².
Bei der Volkszählung 2011 hatte der Kreis Prahova 762.886 Einwohner und somit eine Bevölkerungsdichte von 162 Einwohnern pro km².

## Geographie
Der Kreis hat eine Gesamtfläche von 4716 km², dies entspricht 1,97 % der Fläche Rumäniens.

## Städte und Gemeinden
Der Kreis Prahova besteht aus offiziell 461 Ortschaften. Davon haben 14 den Status einer Stadt, 90 den einer Gemeinde. Die übrigen sind administrativ den Städten und Gemeinden zugeordnet.

### Größte Orte
| Stadt/Gemeinde            | Einwohner |
| ------------------------- | --------- |
| Ploiești                  | 180.540   |
| Câmpina                   | 028.993   |
| Băicoi                    | 016.722   |
| Breaza                    | 014.871   |
| Mizil                     | 012.962   |
| Vălenii de Munte          | 012.044   |
| Comarnic                  | 011.106   |
| Bucov                     | 010.787   |
| Boldești-Scăeni           | 010.298   |
| Urlați                    | 010.131   |
| Valea Călugărească        | 010.096   |
| Filipeștii de Pădure      | 009.736   |
| Măneciu                   | 009.642   |
| Sinaia                    | 009.071   |
| Bărcănești                | 008.762   |
| (Stand: 1. Dezember 2021) |           |